# Ectinohoplia nigrotincta
Ectinohoplia nigrotincta är en skalbaggsart som beskrevs av Leon Fairmaire 1897. Ectinohoplia nigrotincta ingår i släktet Ectinohoplia och familjen Melolonthidae. Inga underarter finns listade i Catalogue of Life.